# Alfred Lichtwark
Alfred Lichtwark, född 14 november 1852, död 13 januari 1914, var en tysk museiman och konstvetare.
Lichtwark var en av sin tids främsta uppfostrare att lära se och förstå konsten och utvecklade som direktör för Kusthalle i Hamburg från 1886 en livlig konstpedagogisk verksamhet, som även fick återverkan på flera håll i utlandet. Bland hans främsta verk märks Wege und Ziele des Dilettantismus (1894), Die Seele und das Kunstwerk (1899), Die Erziehung des Farbensinnes (1902), samt Übungen in der Betrachtung von Kustwerken (18:e upplagan 1922). En stiftelse för konstuppfostran i Hamburg kom efter honom att uppkallas Lichtwarkschule. Som konstforskare framträdde Lichtwark med avhandlingarna Der Ornamentstich der deutschen Frürenaissance (1888), Ph. O. Runge (1895), Das Bildniss in Hamburg (1898), Hamburger Künstler (1899), Meister Francke (1899) samt Meister Bertram (1905).